# 梅肯海姆
梅肯海姆（德語：Meckenheim，發音：[ˈmɛkŋ̍haɪm] ⓘ）是德国北莱茵-威斯特法伦州科隆行政区莱茵-锡格县的城市，面积34.84平方千米，2023年12月31日人口为25,031人。